# Colégio Municipal Gilberto Dias de Miranda
O Colégio Gilberto Dias de Miranda é uma instituição de ensino pública municipal de Jacobina, no estado da Bahia, anteriormente denominado “Colégio Municipal de Jacobina (COMUJA)", foi fundado em 31 de março de 1975, e seu nome é dado em homenagem a Gilberto Dias Miranda, ex-prefeito da cidade e doador do terreno onde se construiu a escola. 

## Localização e caracterização da unidade escolar

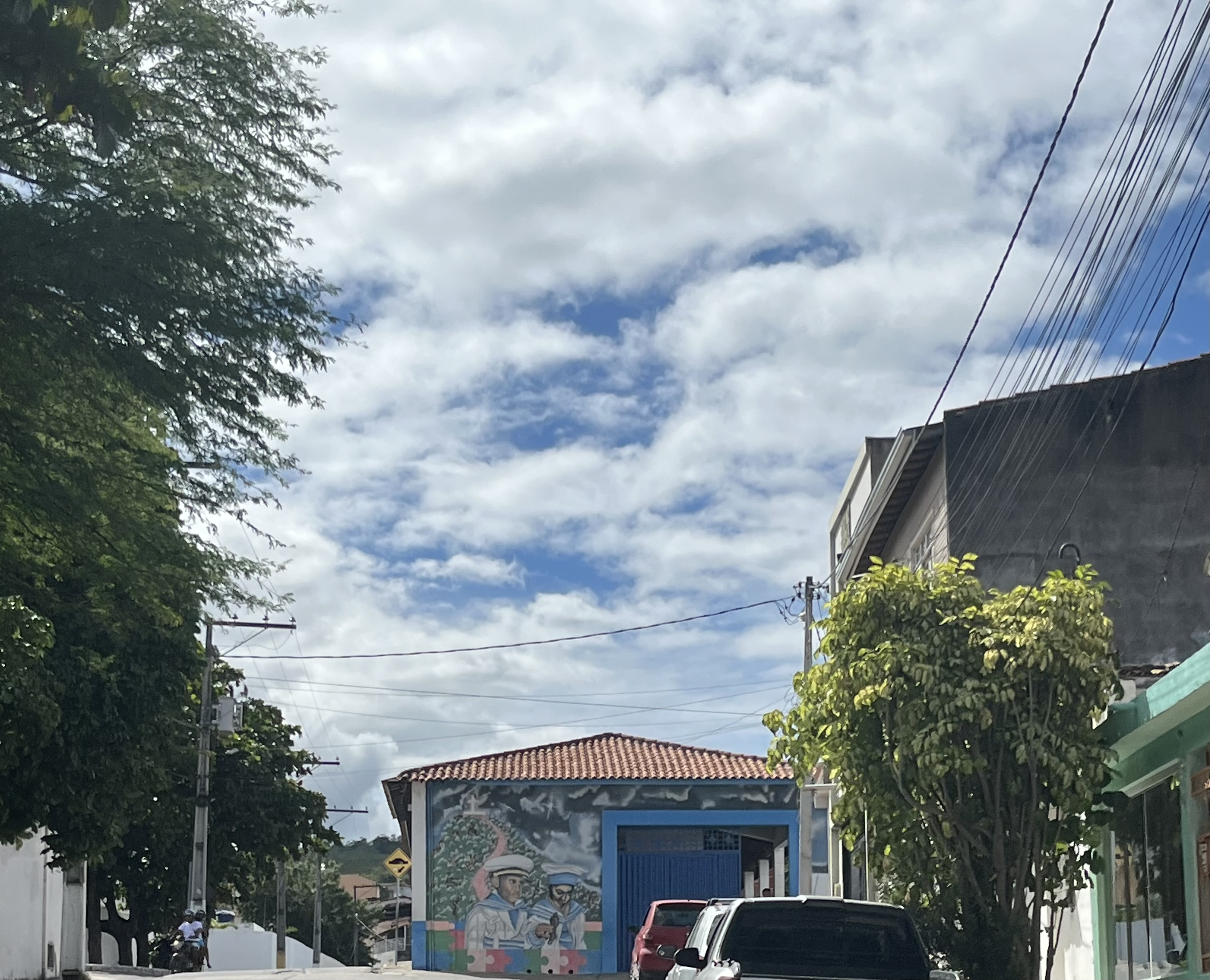
Visão de longe da faixada do colégio

Situado na Rua Antônio Vieira de Mesquita, no bairro Félix Tomaz, o colégio atende à comunidade urbana da região, e recentemente comemorou seu Jubileu de Ouro (50 anos de inauguração). Oferece ensino fundamental e educação de jovens e adultos (EJA), além de atendimento educacional especializado (AEE), totalizando mais de 1.000 matrículas regulares. Está regulamentada pelo Conselho de Educação, opera sem restrições de atendimento e recebe recursos vindos de programas do Governo Federal. Além disso, a instituição adota diversas práticas pedagógicas que incluem um calendário acadêmico estruturado, comunicação entre professores, alunos e pais, e iniciativas voltadas para a sustentabilidade e consciência ambiental.

## Infraestrutura, equipe profissional e inclusão
O Projeto Político-Pedagógico (PPP)  da instituição, aprovado em 2014, destaca-se por abordar questões relacionadas à diversidade de raça/etnia, gênero e sexualidade. Seguindo ideais de inclusão, a escola dispõe de infraestrutura adaptada, contando com 38 salas de aula distribuídas em sete pavilhões, biblioteca com sala de leitura, sala de Libras e braile, sala do Projeto de Xadrez, sala da banda musical, auditório com capacidade de 400 pessoas, quadras poliesportivas coberta e descoberta, pátios cobertos e descobertos, refeitório, cozinha e áreas verdes com praça de alimentação. Para atender alunos com deficiência ou mobilidade reduzida, dispõe de rampas, corrimãos, banheiros adaptados e salas de recursos multifuncionais para Atendimento Educacional Especializado (AEE), além de uma sala de multimídia com lousa eletrônica.
A equipe inclui professores e profissionais de apoio, com destaque para a presença de tradutor e intérprete de Libras e mediadores que acompanham, de forma individual, crianças com Transtorno do Espectro Autista (TEA). Assim, o colégio dispõe de uma equipe de aproximadamente 83 professores, dentre eles professores de AEE, mediadores, intérpretes de Libras, equipe gestora e funcionários de administração e apoio.

## Atividades e projetos extracurriculares
O colégio também é reconhecido por suas atividades extracurriculares e projetos educacionais. No ano de 2019, realizou a 5ª Caminhada da Primavera, envolvendo alunos da pré-escola e ensino fundamental em um desfile pelas ruas dos bairros Félix Tomaz e Missão, promovendo a integração entre escola e comunidade. Em 2024,  sediou o evento de anúncio dos participantes do projeto "Era Uma Vez... Brasil", no qual 14 estudantes e uma professora da rede pública municipal de Jacobina foram selecionados para um intercâmbio cultural em Portugal. Durante a viagem, os participantes tiveram a oportunidade de visitar museus, monumentos históricos e escolas portuguesas, promovendo a troca de experiências e o aprofundamento no estudo da história do Brasil.